# Барамула
Барамула (хинди बारामुला) — город в округе Барамула в Джамму и Кашмире, Индия. Благодаря красивой природе, город пользовался популярностью у кашмирских учёных и религиозных деятелей. Барамула четвёртый по величине город территории (после Сринагара, Джамму и Анантнага). Кашмирцы считают, что Барамула обладает лучшим климатом во всей долине: прохладное лето, чистый воздух. Город быстро растёт. Распространены языки кашмири, урду, английский. Мусульман 96,5 %, остальные сикхи, индуисты, буддисты, христиане.
Город основан раджой Бхимсиной в 2306 году до н. э. Этот древний город — врата, связывающие Кашмир с остальной Индией.

## История
Название происходит от двух санскритских слов Вараха (Кабан) и Мула (источник). Считается, что в древности Кашмирская долина была дном озера и Кашьяпа, превратился в вепря, чтобы прорыть в горах проход, через который вытекла вода, и Кашмир заселили люди. Действительно, город стоит на живописном берегу реки Джелам, которая пробила себе в скалах выход из долины.
Город часто страдал от наводнений, поэтому жители издавна рыли каналы для отвода воды. Существует легенда, что в древности в городе жил архитектор Варрах, который придумал каналы для отвода воды. Но жители не желали их строить из-за лени. Тогда Варрах бросил монеты в ил (его приносили воды) на том месте где надо было прорыть канал. Жители увидели кусочки золота и бросились рыть землю, чтобы найти ещё. Так незаметно для себя они вырыли канал. На самом деле, проблема наводнений не решена и сейчас. С 1970/80, после крупных наводнений, правительство привлекло технику для изменения русла реки.
В 2010 году Азиатский банк развития (Asian Development Bank (ADB)), совместно с правительством Джамму и Кашмира начал осуществление «мегапроекта» по перестройке города. Банк вложил уже 250 000 000 рупий. Планируется построить: шоссе, больницы, школы, фабрики, торговые центры, отели, жилые кварталы, мосты, туристические центры. Власти штата возлагают большие надежды на оживление туристической индустрии в регионе.

## Демография
По переписи населения Индии (2001) Барамулу населяют 71 896 человек. Мужчин — 55 % и женщин — 45 %. Уровень грамотности: 65 %, выше, чем средний по стране 59,5 %; с 63 % грамотных мужчин и 37 % женщин. 11 % населения моложе 6 лет.
Округ Барамула — самый крупный в штате. Округ занимает 4588 км². Граничит с Купварой на севере и западе, Бадгамом и Пунчем на юге, Бандипорой на северо-востоке и округом Нилум (Азад Кашмир) на севере.
В округе 8 техсилов и 12 блоков.

## Религия
В 15 веке Барамула исламизировалась. Святой Саид Джанбаз Вали в 1421 году пришёл в Долину и выбрал Барамулу местом жительства, он проповедовал, умер и похоронен в этом городе. К его могиле приходят паломники. Также известен Хаджи Мурад Бахари из Крири, Баба Шакуруддин из Ватлаба, Баба Риши из Гульмарга.
Шри Гуру Харгобинд Джи посетил Барамулу вместе с падишахом Джахангиром в 1620 году. Тогда город процветал и в нём мирно жили 57 000 мусульман, 10 000 сикхов и 2000 индуистов.
В городе стоит старый индуистский храм «Девибал» (посвящён богини Шелпутри), называемый «Шалай Хунд» . Госаинтанг — другой храм, по легенде его посещал (не сам храм, а это место) Рама во время своего изгнания.

## Образование
- Католическая школа Св. Иосифа — считается лучшей в штате. Основана в 1901 году, недавно отремонтирована и расширена. Первой в штате организовала обучение через интернет (онлайн-обучение)
  - Колледж (журналистика, административное управление, информационные технологии)
- Барамульская государственная школа
- Делийская государственная школа
- Школа Гуру Нанака
- Мужской колледж
- Женский колледж
- Ветеринарные курсы. Ветеринарная больница Барамулы считается лучшей в штате, закуплено новейшие оборудование.

## Туризм
Озеро Вуллар популярно у туристов.
Кашмирская железная дорога проходит через город.

## Языки
Кашмири — наиболее популярен. Шина — распространён в Гурезской долине на границе с Пакистаном. Пушту также распространён в деревнях, лежащих на Линии контроля.